# Халиб ибн Мусаид
Халиб ибн Мусаид — мекканский шериф (1788—1813), сын мекканского шерифа Мусаида ибн Саида (1752—1770).

## Биография
Халиб ибн Мусаид унаследовал власть шерифа в Мекке и Хиджазе в 1788 году после смерти своего старшего брата Сурура ибн Мусаида (1773—1788). Первое время он был орудием в руках рабов и евнухов прежнего правителя, но вскоре ему удалось расправиться с непокорными рабами и укрепить свой авторитет. Халиб ибн Мусаид умел поддерживать хорошие отношения с кочевавшими неподалеку от Мекки бедуинскими племенами. Опираясь на бедуинов и обновленную гвардию рабов в несколько сот человек, он стал проводить завоевательные набеги на центральные области Аравийского полуострова.
В 1790 году Халиб ибн Мусаид направил против Неджда 10-тысячное войско под командованием своего брата, но позднее сам встал во главе похода. При попытке завладеть укрепленными оазисами Неджда армия шерифа потерпела поражение. В 1791 году Сауд ибн Абдул-Азиз, в районе Джебель-Шаммара разгромил союзные шерифу племена шаммар и мутайр, а в 1795 году он уже осаждал важный стратегический пункт на подступах к Хиджазу — Турабу.
Отправленное зимой 1795 года большое войско вновь потерпело поражение от Недждийцев, которые захватили огромную добычу — 30 тысяч верблюдов и 200 тысяч овец и коз. В 1798 году Халиб вместе с турецкими, египетскими и магрибскими наемниками вновь был разгромлен, несколько раз пытаясь продвинуться до Эль-Хурмы и Биши. Халиб ибн Мусаид потерял убитыми несколько сот человек и был вынужден был уступить ваххабитам Бишу и допустить их к совершению хаджа.
Поражения подорвали авторитет мекканского шерифа и против него выступил его ближайший помощник и родственник Усман аль-Мудайфи. Усман пользовался большим влиянием среди бедуинов и при поддержке ваххабитов в 1802 году захватил город Таиф. В 1803 году, армия ваххабитов вошла в Мекку, а шериф с немногими верными сторонниками укрылся в Джидде. Совершив обряд паломничества, ваххабиты стали разрушать все мавзолеи и мечети с куполами, воздвигнутые в честь первых мусульман. В июле 1803 года армия ваххабитов была выбита из города турецким отрядом. В 1805 году турки потерпели от ваххабитов сокрушительное поражение и осенью 1805 года мекканский шериф Халиб вынужден был признать верховную власть Саудидов. Таким образом Хиджаз вошел в состав государства ваххабитов.
В 1813 году Мекка была захвачена египетской армией Мухаммада Али. В конце того же года он арестовал Халиба ибн Мусаида и выслал его в Каир. Новым мекканским шерифом был назначен племянника Халиба — Яхья ибн Сурур (1813—1827).